# Danielle Nolte
Danielle Nolte (* 11. Januar 2002) ist eine südafrikanische Leichtathletin, die sich auf den Weitsprung spezialisiert hat. 

## Sportliche Laufbahn
Erste internationale Erfahrungen sammelte Danielle Nolte im Jahr 2022, als sie bei den Afrikameisterschaften in Port Louis mit einer Weite von 6,09 m den sechsten Platz belegte. 2024 gewann sie bei den Afrikameisterschaften in Douala mit 6,44 m die Bronzemedaille hinter der Nigerianerin Ese Brume und Marthe Koala aus Burkina Faso.
In den Jahren von 2022 bis 2024 wurde Nolte südafrikanische Meisterin im Weitsprung.